# Royston Drenthe
Royston Ricky Drenthe, född 8 april 1987 i Rotterdam, är en nederländsk före detta fotbollsspelare. Han spelade främst som vänsterback eller vänstermittfältare.

## Karriär
Han blev vald som en av de tre bästa fotbollsspelarna under U21-VM 2007. Den 14 juni 2013 värvades han av Championship-klubben Reading.
Den 6 januari 2021 värvades Drenthe av spanska Racing Murcia.
Den 30 januari 2022 gick Drenthe till stadsrivalen Real Murcia, där han skrev på ett kontrakt över resten av säsongen 2021/2022.